# Péninsule d'Azuero
Pour les articles homonymes, voir Azuero.
La péninsule d'Azuero est une péninsule au sud du Panama, sur l'océan Pacifique.

## Géographie
La péninsule d'Azuero est la plus grande péninsule de la République du Panama. Située au sud ouest du pays, elle s'avance dans l'océan Pacifique, bordée à l'est par le golfe de Panama et à l'ouest par le golfe de Montijo. Elle mesure environ 90 km du nord sud pour environ 100 km de l'est à l'ouest. Le point culminant est le Mont Canajagua à 935 m d'altitude. À Punta Mariato se situe la terre continentale la plus méridionale de l'Amérique centrale.

Elle est constituée des provinces de Herrera et de Los Santos sur son flanc est, ainsi que de la partie sud de la province de Veraguas sur le flanc ouest de la péninsule. Les villes, et la plus généralement la population sont concentrées sur les côtes. Les agglomérations principales sont Chitré, Las Tablas et Pedasi (ville d'origine de Mireya Moscoso, première femme présidente du Panama.

## Activités humaines
La péninsule est divisée en deux zones est et ouest distinctes : il n'y a pas de route carrosable entre elles au-delà de la Central American Highway. La côte sud est peu peuplée. À l'est, la route court le long de la côte depuis la Panaméricaine à Divisa jusqu'à la côte sud. Son pendant à l'ouest est connecté à la Panaméricaine à l'est de Santiago.

La région connaît économiquement un réel développement grâce au tourisme, en particulier sur la côte ouest réputée pour son climat aux faibles moussons (Arco Seco). Elle offre de belles plages (telles la Playa Venado) avec des activités associées comme le surf et la pêche sportive. Les petits ports de pêche ont gardé un charme attirant d'authenticité. Les autres activités sont la pêche et l'agriculture, la culture du maïs essentiellement et aussi l'élevage à l'intérieur des terres et sur la côte est.

Les fêtes traditionnelles, les carnavals font la réputation de la région d'Azuero, ainsi que, dans un autre genre, le baseball.

## Histoire
Il y a 10 000 ans, la péninsule a été la première région du Panama occupée par les humains. La partie nord a elle été mise en culture des milliers d'années avant l'arrivée des Espagnols.

## Environnement
Une longue histoire de culture et de pâturage ont eu un impact négatif sur l'environnement, La plupart des terres ont été défrichées pour aboutir dans la zone nord-est à ce que l'on appelle parfois par euphémisme le désert de Sarigua. Le long de la côte, il y a des mangroves qui se prolongent vers l'intérieur par une forêt côtière sèche appelée Albina.

À l'extrême sud, le Cerro Hoya est un parc national qui abrite les derniers habitats de jungle  dans la région d'Azuero. Enfin, Isla Canas est une île côtière reliée par un banc de sable à la péninsule. Elle est utilisée par les tortues marines comme lieu de ponte.

## Étymologie
À la fin du XIXe siècle, Panama faisait partie de la République de la Nouvelle-Grenade. C'est à cette époque empreinte de patriotisme que la péninsule a été baptisée en hommage posthume au professeur et politicien Vicente Azuero.

## Sources
- (en) PanamaInfo : the Azuero Peninsula
- (es) Grandiablos, diablicos and other Azuero traditions